# Marko Roginić
Marko Roginić (ur. 5 września 1995 w Bjelovarze) – chorwacki piłkarz występujący na pozycji napastnika w słowackim klubie MŠK Žilina.

## Kariera klubowa
Karierę juniorską rozpoczął w NK Svoboda Lublanie, skąd w 2013 odszedł do NK Varaždinu. Następnie grał w NK Bjelovar oraz NK Puscine, skąd został wypożyczony do NK Nafta Lendavy. W 2018 został wypożyczony do Podbeskidzia Bielsko-Biała, a rok później podpisał z nim dłuższy kontrakt.